# Jill Hruby

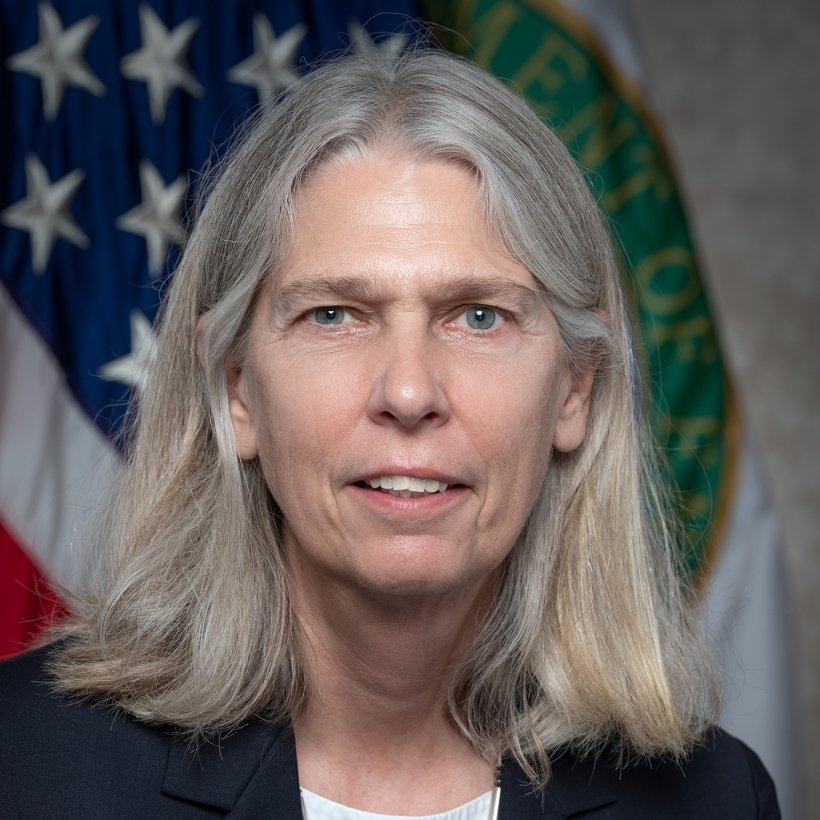
Jill Hruby

 Jill Hruby  (* 1959 in Defiance, Ohio) ist eine US-amerikanische Maschinenbauingenieurin und Regierungsbeamte. Sie leitete als erste Frau ein US-Atomwaffenlabor. Seit 2021 ist sie die vom Senat der Vereinigten Staaten bestätigte Under Secretary of Energy for Nuclear Security und Administratorin der National Nuclear Security Administration.

## Leben und Werk
Jill Hruby erwarb in Maschinenbau ihren Bachelor-Abschluss am Purdue University College of Engineering und ihren Master-Abschluss am UC Berkeley College of Engineering.
Hruby arbeitete ab 1983 als technische Mitarbeiterin bei den Sandia National Laboratories in den Bereichen Wärme- und Strömungswissenschaften, Solarenergieforschung sowie Forschung und Entwicklung von Kernwaffenkomponenten. Ab 1997 war sie dort als leitende Managerin tätig, die für Waffenkomponenten, Mikrotechnologien und Materialverarbeitung verantwortlich war und wurde 2003 zur technischen Direktorin ernannt. 2010 wurde sie Vizepräsidentin am Standort New Mexico, wo sie für Terrorismusbekämpfung, innere Sicherheit, Energiesicherheit und nukleare, biologische und chemische Sicherheit zuständig war. Von 2015 bis 2017 war sie Direktorin der Sandia National Laboratories und leitete als erste Frau ein nationales Sicherheitslabor.
Nach ihrer Pensionierung 2017 war sie von 2018 bis 2019 die erste Sam Nunn Distinguished Fellow bei der Nuclear Threat Initiative.
Am 14. April 2021 ernannte Präsident Joe Biden Hruby zur Staatssekretärin für Nukleare Sicherheit im US-Energieministerium (Under Secretary of Energy for Nuclear Security) und zur Administratorin der National Nuclear Security Administration, Department of Energy. Die Nominierung wurde von Energieministerin Jennifer Granholm bestätigt und am 22. April 2021 wurde ihre Nominierung an den Senat geschickt. Am 16. Juni 2021 fand vor dem Streitkräfteausschuss des Senats eine Anhörung zu ihrer Nominierung statt. Am 22. Juli 2021 wurde ihre Nominierung mit 79 zu 16 Stimmen bestätigt und sie wurde am 26. Juli 2021 als Nachfolgerin von William Bookless vereidigt. Zu den Verantwortlichkeiten der National Nuclear Security Administration gehören die Entwicklung, Herstellung und Wartung sicherer und zuverlässiger Atomwaffen für das US-Militär, die Bereitstellung sicherer, militärisch wirksamer nuklearer Schiffsantriebsanlagen und die Förderung der internationalen nuklearen Sicherheit.
Hubry hat zahlreiche Publikationen und Berichte verfasst und besitzt drei Patente. In Anerkennung ihrer Arbeit gründete Sandia 2017 das Jill Hruby Fellowship.
Sie ist mit Stewart Griffiths verheiratet.

## Mitgliedschaften
Hruby war Mitglied des Defense Science Board, des National Nuclear Security Administration Defense Programs Advisory Committee und des National Academy of Science Committee for International Security and Arms Control.

## Auszeichnungen und Ehrungen (Auswahl)
- 2016: Suzanne Jenniches Upward Mobility Award, Society of Women Engineers
- 2017: Business Insider ernannte sie zur zweitmächtigsten Ingenieurin
- 2022: Mitglied der National Academy of Engineering
- Exceptional Service Award, Department of Energy Secretary
- Distinguished Service Gold Award, National Nuclear Security Administrator
- Medal for Exceptional Public Service, Office of the Secretary of Defense